# The Long Weekend
The Long Weekend er en canadisk film fra 2005 med Chris Klein og Brendan Fehr som de to brødre, Cooper (Klein) og Ed Waxman (Fehr).

## Handling
Cooper er en skuespiller, der ser livet som én stor fest, mens Ed er i reklamebranchen og tager livet alt for alvorligt. Da Ed bliver stresset over en deadline han skal møde, arbejder Cooper på at få sin bror sammen med en pige. Gennem en lang weekend med stress og smukke kvinder, kulminererer i Eds møde, med kvinden i hans drømme- og alt uden hans brors indblanding.

## Medvirkende
- Chris Klein — Cooper Waxman
- Brendan Fehr — Ed Waxman
- Chelan Simmons – Susie
- Paul Campbell — Roger
- Chandra West — Kim
- Cobie Smulders — Ellen